# Sör-Vangen
Sör-Vangen är en sjö i Strömsunds kommun i Ångermanland och ingår i Ångermanälvens huvudavrinningsområde. Sjön är 5,3 meter djup, har en yta på 0,377 kvadratkilometer och befinner sig 214 meter över havet. Sjön avvattnas av vattendraget Åsjöbäcken.

## Delavrinningsområde
Sör-Vangen ingår i det delavrinningsområde (708770-152819) som SMHI kallar för Utloppet av Sör-Vangen. Medelhöjden är 258 meter över havet och ytan är 18,38 kvadratkilometer. Det finns inga avrinningsområden uppströms utan avrinningsområdet är högsta punkten. Åsjöbäcken som avvattnar avrinningsområdet har biflödesordning 4, vilket innebär att vattnet flödar genom totalt 4 vattendrag innan det når havet efter 171 kilometer. Avrinningsområdet består mestadels av skog (63 procent) och sankmarker (21 procent). Avrinningsområdet har 0,93 kvadratkilometer vattenytor vilket ger det en sjöprocent på 5,1 procent.